# Ivie Anderson
Ivie Marie Anderson (Gilroy (Californië), 10 juli 1905 - Los Angeles, 27 december 1949) was een Amerikaanse jazzzangeres die vooral bekend werd als vocaliste bij het orkest van Duke Ellington.
Ze studeerde twee jaar zang in Washington, D.C. Daarna trad ze op in verschillende nachtclubs in Californië en ging ze met enkele shows op tournee. Tot 1930 toerde ze met enkele bands door de VS en Australië. Van 1930 tot februari 1931 trad ze op in een show in Chicago ('Grand Terace Cafe'). Tot 1931 werkte ze met pianist Earl Hines. Op diens aanraden nam Duke Ellington haar aan als zangeres, wat ze van februari 1931 tot 1942 zou blijven.
Ze zong bij Ellington bekende songs als "It don't mean a thing", "Stormy weather", "Rocks in my bed", "I got it bad (and that ain't good)" en "In a mellow tone". Haar stem was 'classy', helder, swingend, soepel, zoet en een beetje koel. Anderson wordt gezien als de beste vocalist die Ellington ooit in zijn band heeft gehad. Nat Hentoff, in een column over Ivie Anderson: "Ivie was veel meer dan een 'girl singer'. Ze was een 'sidewoman'."
In 1937 trad Anderson op als zangeres in de Marx Brothers-film 'A day at the races'. Ook was ze te zien in 'Hit Parade of 1937'.
Ze moest haar werk voor Ellington opgeven, omdat ze chronische astma had. Ze begon een restaurant in Los Angeles ('Ivie's Chicken Shack') en zong nog wel wat in nachtclubs. In 1946 nam ze acht songs op. Haar gezondheid verslechterde echter en Anderson stierf uiteindelijk op 44-jarige leeftijd. Ze werd begraven op Angelus-Rosedale Cemetery.